# Avdat
Avdat (tiếng Do Thái: עבדת, tiếng Ả Rập: عبدات, Abdat), còn được gọi là Ovdat hoặc Obodat là thành phố lịch sử quan trọng thứ nhì trên tuyến con đường hương liệu, chỉ sau Petra giữa thế kỷ 7 và 1 trước Công nguyên. Đó là nơi sinh sống của những người Nabataea, La Mã và Byzantine. Đó là nơi dừng chân theo mùa cho các đoàn lái buôn Nabataea đi dọc theo tuyến đường Petra - Gaza trước đây (Darb es-Sultan) trong thế kỷ 3 - cuối thế kỷ thứ 2 trước Công nguyên. Avdat được đặt theo tên vua Obodas I, ông là người đã được tôn kính như một vị thần, và theo truyền thống, ông được chôn cất ở đó.